# Pimpla amamiensis
Pimpla amamiensis là một loài tò vò trong họ Ichneumonidae.